# Fatos Arapi
Fatos Arapi ( Zvërnec, 19 de julio de 1930 – 11 de octubre de 2018) fue un poeta, escritor, periodista y traductor albano. Las publicaciones de Arapi han sido muy elogiadas por sus lectores y sus colegas y han sido galardonadas con diversos premios nacionales e internacionales de poesía. En 2008, Arapi se convirtió en el primer poeta albanés en ganar el Premio Corona de Oro (Premio Struga Poetry Evenings).

## Biografía
Aunque nació en Zvërnec, la familia de Arapi era procedente de Arapaj un pueblo de Durrës, de donde procede su apellido. Estudió económicas en Sofia, de 1949 a 1954 antes de ponerse a trabajar de periodista en Tirana.
Arapi fue profesor de Historia y Filología en la Universidad de Tirana.
Arapi fue un pionero del verso libre y la poesía experimental en la literatura albanesa de la década de 1960. Escribió sobre el universo marino. Es autor de más de veinticinco libros, incluyendo seis colecciones de poesía y muchos cuentos y novelas. Tradujo al albanés las obras de Safo, Pablo Neruda y Nikola Vaptsarov. Fue editor en jefe de dos antologías: "Canciones de los pueblos" y "Antología de versos turcos".

## Obras

### Poesía
- Shtigjet poetike, 1962
- Poema dhe vjersha, 1966
- Ritme të hekura, 1968
- Më jepni një emër, 1972
- Gloria victis, 1997
- Eklipsi i endrrës, 2002

### Cuentos
- Patate të egra, 1970
- Dikush më buzëqeshte, 1972
- Gjeniu pa kokë, 1999

### Obras de teatro
- Partizani pa emër, 1962
- Qezari dhe ushtari i mirë Shvejk, 1995